# Lillemor Planck
Lillemor Planck, född 26 september 1915 i Kristiania i Norge, död 14 november 1996 i Stockholm, var en svensk visdiktare och skådespelare.

## Filmografi
- 1981 – Varning för Jönssonligan
- 1970 - Charley's Tante nackt